# Notyliopsis beatricis
Notyliopsis beatricis är en orkidéart som beskrevs av Pedro Ortiz Valdivieso. Notyliopsis beatricis ingår i släktet Notyliopsis och familjen orkidéer. Inga underarter finns listade i Catalogue of Life.